# Jacques Druet-Desvaux
Jacques Louis Matthieu Druet-Desvaux est un militaire, administrateur et homme politique français né le 21 juillet 1793 à Alençon (Orne) et décédé le 5 février 1868 à Alençon.

## Biographie
Fils de François-Jacques Druet-Desvaux, il entre dans les gardes d'honneur de Napoléon Ier en 1813, fait toutes les campagnes de la fin du Premier Empire, et figure dans les cadres des gardes du corps de Louis XVIII sous la Restauration. 
En 1817, il est garde général des forêts, sous inspecteur des forêts de l'Orne. Il démissionne à la Révolution de Juillet 1830. 
Conseiller municipal d'Alençon de 1832 à 1848, conseiller d'arrondissement puis conseiller général, il est député de l'Orne de 1848 à 1851, siégeant avec la droite monarchiste. Il est brièvement fait prisonnier lors des journées de juin 1848. 
Marié à Henriette Le Mouton de Boisdeffre, fille du général René Le Mouton de Boisdeffre (1755-1834), il est le beau-père du préfet Albert Le Guay.

## Sources
- « Jacques Druet-Desvaux », dans Adolphe Robert et Gaston Cougny, Dictionnaire des parlementaires français, Edgar Bourloton, 1889-1891 [détail de l’édition]
- Ressource relative à la vie publique :   - Base Sycomore